# Närpiönjoki
Der Närpiönjoki (schwedisch Närpes å) ist ein Fluss in den westfinnischen Landschaften Südösterbotten und Österbotten.
Der Fluss hat seinen Ursprung im Kivi- und Levalammen-Stausee.
Von dort fließt er zuerst nach Süden, dann nach Westen und wieder nach Süden.
Er passiert den Ort Pörtom (finnisch Pirttikylä) und die Kleinstadt Närpes (finnisch Närpiö), bevor er nach etwa 75 km nördlich von Kristinestad in den Knäpfjärden, einer inneren Bucht des Österfjärden, und in den Bottnischen Meerbusen mündet. 
Das Einzugsgebiet umfasst 991,9 km².